# New Adventures in Hi-Fi
Albums de R.E.M.
Monster
(1994) Up
(1998)
New Adventures in Hi-Fi est le dixième album du groupe de rock américain R.E.M., leur cinquième pour le label Warner Bros., paru en 1996. New Adventures in Hi-Fi est le dernier album sur lequel figure le membre fondateur et batteur Bill Berry, qui quitte le groupe l'année suivante de manière amicale. C'est également le dernier produit par le fidèle Scott Litt.

## Détails
Cet album a été enregistré pendant et après la tournée promotionnelle de Monster en 1995.
Les chansons mélangent les sonorités acoustiques et country des albums Out of Time et Automatic for the People avec le son rock de Monster et Lifes Rich Pageant. Le guitariste Peter Buck a déclaré que le groupe avait trop essayé de redevenir un groupe de rock avec Monster, et que ça n'avait pas vraiment marché. Ils ont alors arrêté d'essayer, et ont finalement réussi à sortir leur album le plus rock à ce jour. L'album de Neil Young de 1973 Time Fades Away a été cité comme une source d'inspiration, cet album ayant également été enregistré au cours d'une tournée.
Le groupe a indiqué qu'ils ont emprunté l'idée du processus d'enregistrement de l'album à 
Radiohead, qui avait enregistré les bases des chansons de The Bends pendant qu'ils étaient en tournée et qu'ils assuraient les premières parties de R.E.M. en 1994 et 1995. 
Le groupe a donc emmené des magnétophones huit-pistes pour enregistrer leurs concerts et utilisaient les enregistrements comme les éléments de base pour l'album. De fait, les musiciens accompagnateur du groupe Nathan December et Scott McCaughey figurent sur l'album avec Andy Carlson contribuant seulement au violon sur Electrolite.
À la fin de la tournée, le groupe est retourné dans leur studio de Seattle et a enregistré quatre titres supplémentaires : How the West Was Won and Where It Got Us, E-Bow the Letter, Be Mine et New Test Leper. Patti Smith participa aux sessions et chante sur E-Bow the Letter. Il est amusant de noter que le dernier titre enregistré How the West Was Won and Where It Got Us est devenu le premier titre de l'album.
Bien qu'atteignant la deuxième place dans les classements américains (et le n°1 au Royaume-Uni), New Adventures in Hi-Fi marque le début du déclin des ventes de disque du groupe aux États-Unis. Le premier single E-Bow the Letter, qui voit la participation de Patti Smith, a été dénoncé comme étant un mauvais choix pour les radios. Il ne bénéficia en effet que d'une modeste diffusion sur les ondes et ne se classa que 49e dans les classements de vente de singles américains. Au Royaume-Uni, cependant, le single devint le plus gros succès du groupe à ce jour, atteignant la 4e place. En mars 2007, New Adventures in Hi-Fi s'est vendu à 994 000 exemplaires aux États-Unis.

## Ré-édition
En 2005, Warner Bros. Records sortit une version double disque de l'album, incluant un CD et un DVD audio contenant un remix de l'album en Dolby Surround 5.1, réalisé par Elliot Scheiner, et le livret original du CD agrémenté de nouvelles notes.

## Succès critique
Pour la plupart des fans du groupe, New Adventures in Hi-Fi est l'un de leurs meilleurs albums et dans les années suivant sa parution, le groupe a cité l'album comme l'un de ses favoris. Michael Stipe dit que c'est son préféré. D'après Peter Buck, quand Warner Bros. avait écouté l'album qui allait les mener au sommet - Out Of Time - ils étaient sceptiques : "Vous croyez que celle avec la mandoline devrait être le premier single ?". En entendant New Adventures…, les mêmes personnes ont proclamé “Hey, il y a au moins trois Top 10 dans celui-ci !”.
Malgré la popularité de l'album, la phase de déclin commercial du groupe, amorcée avec Monster, se poursuit. Le groupe observera le même phénomène les années suivantes : ventes en berne aux États-Unis mais succès persistant au Royaume-Uni.
Les critiques de l'album furent largement positives. Plusieurs magazines ont salué la richesse et la diversité de l'album, y compris Rolling Stone, Q, et Mojo et Stephen Thomas Erlewine d'AllMusic dit qu'"avec New Adventures in Hi-Fi et sa large palette, ils réussissent l'un de leurs meilleurs albums des années 1990." À la même époque, d'autres publications, telle que le Melody Maker, ont critiqué l'album pour son son plat dû aux enregistrements dans des grandes salles et pendant les répétitions.

## Titres
Toutes les chansons sont de Bill Berry, Peter Buck, Mike Mills et Michael Stipe.
1. How the West Was Won and Where It Got Us – 4:31 Seattle Studio
2. The Wake-Up Bomb– 5:08 Charleston
3. New Test Leper – 5:26 Seattle Studio
4. Undertow– 5:09 Boston
5. E-Bow the Letter – 5:23 Seattle Studio
6. Leave– 7:18 Atlanta Soundcheck
7. Departure – 3:28 Detroit
8. Bittersweet Me – 4:06 Memphis Soundcheck
9. Be Mine– 5:32 Seattle Studio
10. Binky the Doormat – 5:01 Phoenix
11. Zither – 2:33 Dressing Room, Philadelphie
12. So Fast, So Numb– 4:12 Orlando Soundcheck
13. Low Desert – 3:30 Atlanta Soundcheck
14. Electrolite– 4:05 Phoenix Soundcheck

### Faces B
Les titres suivants sont parus en face B des singles tirés de New Adventures in Hi-Fi's singles.
- Tricycle – 1:59
- Departure – 3:35 (Rome soundcheck version)
- Wall of Death (Richard Thompson) – 3:07
- Love Is All Around (Reg Presley) – 3:04
- Sponge (Vic Chesnutt) – 4:08

La chanson Revolution date aussi de cette époque - une version est parue sur la B.O du film Batman & Robin, une autre sur la compilation In Time (disque 2).

## Personnel

### R.E.M.
- Bill Berry – batterie, percussion, chœurs sur 10, guitare acoustique sur 6, basse sur 11, synthétiseur on 6, Ennio sifflement sur 1
- Peter Buck – guitare, basse sur 1 & 9, banjo on 14, sitar électrique sur 5, mandoline sur 1, bouzouki sur 1
- Mike Mills – basse, chœurs sur 1, 2, 3, 4, 7, 9, 10 & 12, guitare sur 9, fuzz basse sur 7 & 10, piano sur 1 & 14, orgue sur 2, 3, 5, 8, 11, 12 & 13, mellotron sur 5 & 8, farfisa sur 7, claviers sur 6, 9 & 10, synthétiseur sur 1, synthetiseur Moog sur 5
- Michael Stipe – chant, synthétiseur sur 1

### Personnel additionnel
- Patti Smith – chant sur 5
- Scott McCaughey – autoharpe sur 11, piano sur 8, 12, 13, farfisa sur 10, ARP odyssey sur 6
- Nathan December – guitare sur 2, 4, 6, 7, 10, guitare slide sur 13, tambourin sur 11, güiro sur 14
- Andy Carlson – violon sur 14

## Classements

### Album
| Année | Classement        | Position               |
| ----- | ----------------- | ---------------------- |
| 1996  | Billboard 200     | 2 (classé 22 semaines) |
| 1996  | UK Albums Chart   | 1 (classé 20 semaines) |
| 1996  | ARIA Albums Chart | 1                      |

### Singles
| Anéne | Single           | Classement                       | Position |
| ----- | ---------------- | -------------------------------- | -------- |
| 1996  | E-Bow the Letter | Billboard Modern Rock Tracks     | 2        |
| 1996  | E-Bow the Letter | Billboard Mainstream Rock Tracks | 15       |
| 1996  | E-Bow the Letter | Billboard Hot 100                | 49       |
| 1996  | E-Bow the Letter | ARIA Singles Charts              | 23       |
| 1996  | Bittersweet Me   | Billboard Modern Rock Tracks     | 6        |
| 1996  | Bittersweet Me   | Billboard Mainstream Rock Tracks | 7        |
| 1996  | Bittersweet Me   | Billboard Top 40 Mainstream      | 28       |
| 1996  | Bittersweet Me   | Billboard Hot 100                | 46       |
| 1997  | Electrolite      | Billboard Hot 100                | 96       |
| 1997  | The Wake-Up Bomb | Billboard Mainstream Rock Tracks | 30       |

## Certifications
| Organisation | Niveau  | Date               |
| ------------ | ------- | ------------------ |
| RIAA – U.S.  | Or      | 18 novembre 1996   |
| RIAA – U.S.  | Platine | 18 novembre 1996   |
| BPI – U.K.   | Platine | 1er septembre 1996 |